# 日本デザイナークラブ
日本デザイナークラブ（にっぽんデザイナークラブ、Nippon Designer Club, NDC）は、1948年に発足した日本のプロ・デザイナーの団体である。
1956年に社団法人の認可を受け、その後、東京を本部として、北海道支部、関東支部、関西支部、中部支部、九州支部、沖縄支部の全国組織となるが、2010年に本部が解散し、現在は各支部ごとに活動している。

## 設立
雑誌『スタイル』の表紙画を描いていた松井直樹が、ストック商会の木村四郎らにデザイナー同士の親睦を深める会を設けようと提案、銀座の洋装店を中心としたメンバーにより、1948年（昭和23年）3月、銀座モナミの2階で発起人会が開かれた。発起人会に集まったのは初代理事長となる木村四郎と、塩沢沙河、牛山源一郎、田辺静江、樋口しげ子、ジョージ岡、青木清子、谷長二、松井直樹らである。
顧問には伊東茂平、田中千代を迎えて結成された。うらべ・まことの『流行うらがえ史』によれば、他に杉野芳子、野口益栄、山脇敏子を加えた5人となっている。
また少し遅れてクラブには鈴木宏子が参加している。桑沢洋子『ふだん着のデザイナー』によれば、参加したメンバーとしては他に、北村静江、小堀ふみ子、マダム・マサコなどの名前が挙がっている。
クラブの設立は、日本において仕立て屋とデザイナーが分離することとなる契機となった。
1955年には日本デザイナークラブから分裂する形で日本デザイナー協会（現・日本デザイン文化協会、NDK）が発足している。

## ファッション・ショー
1949年（昭和24年）に日劇のステージ・ショーの合間という形で、NDC最初のファッション・ショーが開催、モデルは日劇ダンシング・チームの踊り子が務めた。1951年（昭和26年）に銀座のキャバレー美松で2回開催された。1952年（昭和27年）には帝劇、1953年（昭和28年）には東京会館で開催された。その頃に専属モデルとして東京ファッション・モデル・クラブ（TFMC）が生まれ、ショーの開催にスポンサーがつくようになった。